# Barrio Anglo
Barrio Anglo est une ville de l'Uruguay située dans le département de Río Negro. Sa population est de 818 habitants.

## Population
| Année | Population |
| ----- | ---------- |
| 1963  | 627        |
| 1975  | 708        |
| 1985  | 273        |
| 1996  | 664        |
| 2004  | 818        |

Référence,: